# L’Épine (Marne)
L’Épine ist eine französische Gemeinde im Département Marne in der Region Grand Est. Der Ort hat 676 Einwohner (Stand 1. Januar 2022). Er liegt acht Kilometer östlich von Châlons-en-Champagne und circa 45 Kilometer südöstlich von Reims an der ehemaligen Nationalstraße 3 (heute D3). Die Gemeinde gehört zum Arrondissement Châlons-en-Champagne.

## Bevölkerungsentwicklung
| Jahr                       | 1962 | 1968 | 1975 | 1982 | 1990 | 1999 | 2007 | 2018 |
| -------------------------- | ---- | ---- | ---- | ---- | ---- | ---- | ---- | ---- |
| Einwohner                  | 287  | 291  | 321  | 613  | 631  | 648  | 645  | 650  |
| Quellen: Cassini und INSEE |      |      |      |      |      |      |      |      |

## Basilika Notre-Dame
Hauptsehenswürdigkeit des Ortes ist die große spätgotische Wallfahrtskirche Notre-Dame de l’Épine, erbaut zwischen 1405 und 1527. 
Über die Westfassade, die wie ein um Turmspitzen angereicherter Nachbau der Kathedrale von Reims wirkt, schrieb Victor Hugo 1842:

« C’est une surprise étrange de voir s’épanouir superbement dans ces champs, qui nourrissent à peine quelques coquelicots étiolés, cette splendide fleur de l’architecture gothique. »

„Der Anblick, dieser wunderbaren Blüte gotischer Baukunst, die sich prachtvoll über eine Ebene erhebt, die sonst kaum mehr als einige kümmerliche Mohnblumen ernährt, ist eine befremdliche Überraschung).“